# Леонавичюте-Браткаускене, Ирена Пятровна
Ирена Пятровна Леонавичюте-Браткаускене (лит. Irena Leonavičiūtė-Bratkauskienė, 10 декабря 1930, Гайжюнай, Литва — 24 сентября 2011, Вильнюс, Литва) — литовская и советская актриса театра и кино, заслуженная артистка Литовской ССР (1985).

## Биография
Ирена Леонавичюте-Браткаускене родилась 10 декабря 1930 года в деревне Гайжюнай Ионавского района Литвы. В 1948 году училась в студии при Каунасском драматическом театре, а в 1949—1951 годах — в студии Литовского драматического театра. После окончания студии в 1951—1953 годах играла в Клайпедском драматическом театре; в 1953—1955 годах — на Литовской киностудии. После этого почти 35 лет (1955—1989) была актрисой Литовского государственного академического театра. Считается первой звездой литовского кинематографа . В 1985 году стала заслуженной артисткой Литовской ССР. Была женой литовского актёра и кинорежиссёра Балиса Браткаускаса (1923—1983).
В 1993 году переехала в Чикаго (США), чтобы поставить спектакль литовского драматурга Пятраса Вайчюнаса «Грешный ангел», который пользовался успехом. Прожила в США восемь лет. Работала в поэтических программах в Литве и США.
Умерла 24 сентября 2011 года в Вильнюсе после продолжительной болезни.

## Фильмография
1. 1953 — Над Неманом рассвет (Aušra prie Nemuno) — Аушра
2. 1956 — Мост — Гедре (озвучивала З.Толбузина)
3. 1957 — Пока не поздно — Нийоле (озвучивала З.Земнухова)
4. 1973 — Полуночник — мать
5. 1977 — В зоне особого внимания — телефонистка
6. 1977 — Почему плакали сосны (Ko verkė pušys?) — Пуйдене
7. 1980 — Факт — Текле
8. 1989 — Загадка Эндхауза — миссис Крофт